# Josef Edler
Josef Edler (* 6. Juli 1941 in Sausal) ist ein österreichischer Organisationsvertreter und Politiker (SPÖ) in Ruhe. Edler war zwischen 1992 und 2002 Abgeordneter zum Österreichischen Nationalrat.

## Ausbildung und Beruf
Edler besuchte von 1947 bis 1952 die Volksschule in Gleinstätten und von 1952 bis 1955 die Hauptschule in Eisenerz. Edler erlernte im Anschluss von 1955 bis 1958 den Beruf des Betriebsschlosser bei Alpine-Montan in Eisenerz und leistete 1961 den Präsenzdienst ab.
Edler arbeitete zwischen 1958 und 1963 als Betriebsschlosser-Metallarbeiter bei Waagner Biro und war von 1963 bis 1997 bei den Österreichischen Bundesbahnen im Verkehrsdienst beschäftigt. Edler war von 1987 bis 1997 Direktionssekretär in der Gewerkschaft der Eisenbahner und war ab 1998 Organisationsvertreter (freier Mitarbeiter) in der Gewerkschaft der Eisenbahner.

## Politik
Josef Edler engagierte sich zwischen 1985 und 1987 als Personalvertreter in der ÖBB-Direktion Wien-Verkehrsdienst und war von 1989 bis 1997 ehrenamtlicher Vizepräsident der Arbeiterkammer Wien. Ab 1990 war Edler zudem Vorsitzender der Fraktion Sozialdemokratischer Gewerkschafter Wien.
Edler vertrat die SPÖ vom 6. November 1992 bis 19. Dezember 2002 im Nationalrat, wobei er 1994 und 1995 wenige Tage bis einige Wochen nicht Abgeordneter war, da er nach der Regierungsbildung in den Nationalrat nachrückte. Nach der Nationalratswahl 2002, bei der er nicht mehr antrat, ging Edler in Pension.

## Auszeichnungen
- 2002: Großes Silbernes Ehrenzeichen für Verdienste um die Republik Österreich[3]